# Спад. Передб.
Спад. Передб. (англ. Leg. Forst.) — коротка науково-фантастична повість Кліффорда Сімака, вперше опублікована журналом «Infinity Science Fiction» у квітні 1958 року. Попередні назви: «Історія про марку», «Спори».

## Сюжет
Після смерті дружини, пенсіонер Клайд Паккер 20 років проводив час колекціонуючи марки інопланетних цивілізацій. Для отримання листів зі штемпелями іншопланетних поштових служб, він знаходив друзів по переписці і обмінювався з ними подарунками.
Один з його інопланетних друзів в обмін на тютюн присилав йому листки дуже приємні на смак. 
Паккер постійно жував їх, а посилки завжди надходили в день закінчення запасів.
В його квартирі часто губились предмети, бо вона була захаращена ящиками з конвертами, які він не встигав розбирати. 
Одного разу він отримав декілька конвертів, на яких замість марок були лишень жовті прямокутники, і коли одна з них була зіпсована пролитим супом, то він викинув конверт у смітник.
Коли Паккер повернувся додому з вікенду за містом, в його квартирі був ідеальний порядок, а всі марки було каталогізовано і розкладено в численних шафах.
Помічником виявились жовта субстанція, що виросла зі спор, з яких складалась марка викинутого конверта. Вони розмножились від розлитого супу.
Паккеру з племінником вдалося розмножити субстанцію підібраним супом, і вони створили компанію, що продавала її в офіси компаній для наведення ладу.
Вона користувалась таким попитом, що світовий уряд запропонував Клайду віддавати всі конверти урядової пошти на відро субстанції в кожен департамент уряду. 
Це зробило б Клайда монополістом на земному ринку філателістів, і він готовий був погодитись.
Але з часом їхні клієнти почали жалітись, що субстанція перетворює їх на чесних людей, а це шкодить бізнесу.
Єдиним, на кого вона не впливала, був Клайд і він почав будувати плани як використати це.
Пояснення цієї аномалії прийшло в листі разом із свіжою партією засушеного листя:
«Дороги друзь: вильми задоволиний куриво ти слав мині. Буд ласка іще те знов. Не знав ти я вісчую дивитис перид теби. Але то шчастя робить для друзя. Я певню краще добре будиш ти. Зарібок матимиш будь-як.
Твій щірий друзь.»

В земній енциклопедії про цю расу було написано тільки «спад. передб.»